# Шуйское дело
Столкновение между верующими Шуйского уезда Иваново-Вознесенской губернии, выступившими против кампании по изъятию церковных ценностей, и силами властей произошло 15 марта 1922 года на площади перед Воскресенским собором города Шуи.
Шуйские волнения стали первым случаем серьёзного протеста верующих против кампании. Со стороны верующих в них участвовало несколько тысяч человек. Им противостояли милиция, красноармейцы (в том числе часть особого назначения). Солдаты части особого назначения расстреляли нескольких протестующих на площади. Судя по всему, в результате столкновений погибло четверо верующих, несколько десятков верующих и красноармейцев было ранено и избито. Наиболее активные протестующие предстали в Иваново-Вознесенске перед Верховным трибуналом ВЦИК, приговорившим за контрреволюционную деятельность троих из них к смертной казни, ещё 16 — к различным срокам заключения. К данным событиям было приковано внимание высшего руководства страны. Они вошли в историю как Шуйское дело и стали началом усиления репрессий советской власти в отношении деятелей Русской православной церкви, которые препятствовали изъятию ценностей. С этого времени кампания по изъятию стала проводиться в более жёсткой форме, с активным привлечением силовых структур.
Русская православная церковь в 2000 году канонизировала погибших во время волнений и расстрелянных по решению трибунала, причислив их к лику новомучеников.

## Кампания по изъятию церковных ценностей
В 1918 году Советом народных комиссаров был принят Декрет об отделении церкви от государства и школы от церкви, согласно которому, церковные ценности были национализированы и отдавались по особым постановлениям власти в бесплатное пользование соответственных религиозных обществ.
12. Никакие церковные и религиозные общества не имеют права владеть собственностью. Прав юридического лица они не имеют.

13. Все имущества существующих в России церковных и религиозных обществ объявляются народным достоянием. Здания и предметы, предназначенные специально для богослужебных целей, отдаются, по особым постановлениям местной или центральной государственной власти, в бесплатное пользование соответственных религиозных обществ.
В 1921—1922 годах в значительной части страны случился голод. 23 февраля 1922 года ВЦИКом для борьбы с голодом в Поволжье был издан Декрет «О порядке изъятия церковных ценностей, находящихся в пользовании групп верующих», согласно этому документу, ранее заключенные договоры с верующими, в пользование которых государственное имущество было передано, подлежали пересмотру, а все драгоценные предметы из золота, серебра и драгоценных камней, находящиеся у религиозных обществ, изымались в фонд Центральной комиссии помощи голодающим.
В связи с Декретом о изъятии ценностей патриарх Тихон обратился к верующим с Воззванием (Посланием) от 15 (28) февраля 1922 года:

<…> Мы нашли возможным разрешить церковно-приходским Советам и общинам жертвовать на нужды голодающих драгоценные церковные украшения и предметы, не имеющие богослужебного употребления, о чём и оповестили Православное население 6 (19) февраля с. г. особым воззванием, которое было разрешено Правительством к напечатанию и распространению среди населения.
Но вслед за этим, после резких выпадов в правительственных газетах по отношению к духовным руководителям Церкви, 10 (23) февраля ВЦИК, для оказания помощи голодающим, постановил изъять из храмов все драгоценные церковные вещи, в том числе и священные сосуды и прочие богослужебные церковные предметы. С точки зрения Церкви подобный акт является актом святотатства, и Мы священным Нашим долгом почли выяснить взгляд Церкви на этот акт, а также оповестить о сем верных духовных чад Наших. Мы допустили, ввиду чрезвычайно тяжких обстоятельств, возможность пожертвования церковных предметов, не освящённых и не имеющих богослужебного употребления. Мы призываем верующих чад Церкви и ныне к таковым пожертвованиям, лишь одного желая, чтобы эти пожертвования были откликом любящего сердца на нужды ближнего, лишь бы они действительно оказывали реальную помощь страждущим братьям нашим. Но Мы не можем одобрить изъятия из храмов, хотя бы и через добровольное пожертвование, священных предметов, употребление коих не для богослужебных целей воспрещается канонами Вселенской Церкви и карается Ею как святотатство — миряне отлучением от Неё, священнослужители — извержением из сана (73-е правило Апостольское, 10-е правило Двукратного Вселенского Собора).

Патриарх Тихон считал, что церковные ценности по церковным канонам принадлежат Богу и Церкви и распорядителю — епископу; в своём Послании он употреблял выражение «святотатство» по отношению к изъятию церковных ценностей в пользу голодающих кем-либо, в том числе органами советской власти, в значении — похищение священных вещей. Послание Патриарха было разослано епархиальным архиереям с предложением довести его до сведения каждого прихода.
Специальная экспертиза на суде над патриархом Тихоном, в составе профессора Н. Д. Кузнецова, епископа Антонина, священников Сергия Ледовского и Сергия Калиновского постановила, что указанные патриархом Тихоном правила позволяют изымать все церковные ценности. Эксперты и специалисты по церковному праву профессора Н. Д. Кузнецов, Н. М. Никольский, В. Н. Бенешевич и другие показали, что изъятие церковных ценностей не противоречит христианству. Напротив, с точки зрения различных церковных авторитетов, объясняли эксперты, церковные ценности можно передавать и продавать для помощи голодающим.
При изъятии церковных ценностей были и крупные сопротивления, в том числе и вооруженные. Эти столкновения между представителями власти и верующими были организованы отдельными представителями духовенства, взявшими за идеологическую основу к своей деятельности послание патриарха Тихона. Наиболее серьезные выступления против изъятия церковных ценностей в помощь голодающих были в Шуе и Смоленске. По словам одного из видных церковных деятелей и одного из лидеров обновленчества Владимира Красницкого, 1414 кровавых столкновений имело место в стране в результате Послания патриарха Тихона против Декрета ВЦИК об изъятии церковных ценностей в пользу голодающих.

## Социально-экономическая обстановка в Шуйском уезде и предпосылки конфликта
Созданная вскоре после Октябрьской революции Иваново-Вознесенская губерния была регионом, население которого в дни революции и гражданской войны проявило лояльность, граничившую с сочувствием коммунистической власти. Важное место в губернии занимал уездный город Шуя. Здесь сложился особый уклад, характерный для промысловых сёл и городов. Шуя представляла собой развитый центр текстильной промышленности и торговли. Население здесь отличалось высоким уровнем зажиточности и грамотности. Это был один из самых развитых уездных городов бывшей Владимирской губернии, в котором до революции было 9 церквей, театр, гимназии, мужское духовное училище. Чтобы поклониться чудотворной Шуйско-Смоленской иконе Богоматери, хранившейся в Воскресенском соборе, сюда приезжали паломники со всей России. Центрами паломничества также были расположенные рядом сёла Введенье и Дунилово. Таким образом, Шуя соединяла в себе черты промышленного центра, города с богатыми православными традициями и одновременно имела революционные заслуги перед большевиками.
В стране в это время велась кампания по изъятию церковных ценностей, заявленной целью которой было изыскание средств для борьбы с голодом в Поволжье. По России прокатилась целая волна столкновений населения, недовольного кампанией, с властями. Из них события в Шуе стали первыми, самыми бурными и многочисленными по числу пострадавших.
Несмотря на определённые симпатии населения губернии к большевикам, среди населения Шуйского уезда на рубеже 1921—1922 годов стали распространяться протестные настроения, в основе которых лежал как религиозный фактор, так и социально-экономические проблемы.
Соборная площадь Шуи традиционно была местом предпринимательской активности торговцев и промышленников. В их среде зрело недовольство политикой властей, притесняющих предпринимательство. В феврале — марте 1922 года воздействие целого ряда негативных факторов на предпринимательство оказалось наиболее сильным. Большинство шуян составляли малообеспеченные рабочие-текстильщики и их семьи. Власть пыталась предпринять ряд мер, направленных на повышение производительности труда и улучшение материального положения рабочих, но инфляция и рост цен на сырьё минимизировали их эффект, и реальные зарплаты рабочих снизились. Среди недовольных властью были также крестьяне из окрестных деревень и другие слои общества.
Профессор ИвГУ Ю. А. Ильин считает, что, хотя со стороны протестующих требований социально-экономического характера не было, именно сложившаяся негативная социально-экономическая ситуация стала почвой для протестных настроений. Кампания по изъятию церковных ценностей и «поругание церкви» в этой ситуации послужили поводом для слияния разных социальных групп населения и их выхода на улицу.
Ильин приводит несколько факторов, предопределивших то, почему такое мощное выступление произошло именно в Шуе: хозяйственная многоукладность экономики уезда и развитость торговли; тесная связь между городским и сельским населением уезда и общность их мировоззрения; высокий процент женщин на предприятиях и, как следствие, специфическая обстановка на них; «большевистская оппозиционность» среди шуйских большевиков военно-коммунистическому режиму, влияние беспартийных в профсоюзах, эсеров и меньшевиков в крестьянской среде; ряд ошибок местных властей в подготовке к кампании по изъятию; характер храмов Шуи как центров паломничества и особенно трепетное к ним отношение местного населения; решительность настоятелей шуйских храмов и их большой авторитет среди прихожан.

## Подготовка к изъятию церковных ценностей
Задолго до основных событий проявились организованность и неподчинение местного духовенства властям. 26 января на собрании приходского совета Воскресенского собора было решено выяснить отношение должностных лиц и разных слоёв населения к постановлению ВЦИК «О ликвидации церковного имущества». На следующий день вместо того, чтобы предоставить властям опись имущества, как того требовалось, приходской совет просто сообщил, что с 1919 года новых приобретений собор не сделал.
Лидером шуйского духовенства был настоятель Воскресенского собора, протоиерей Павел Светозаров. Как и настоятели других храмов, он был последовательным сторонником патриарха Тихона. До революции 1917 года занимался благотворительностью, после революции подвергался арестам как политически неблагонадёжный. Светозаров имел большой авторитет у паствы и сыграл крайне важную роль в её сплочении против властей и их кампании по изъятию. В комиссии по изъятию церковных ценностей обычно приглашали представителей верующих для совместной работы. За день до создания шуйской комиссии Светозаров созвал экстренное собрание приходского совета, принявшего решение уведомить власти о намерении провести 12 марта собрание верующих, которое должно будет избрать представителей в комиссию. Возможно, таким образом они давали властям понять, что в принципе они не возражают против кампании, но просят не спешить с избранием членов комиссии от верующих. Выигранное время верующие и духовенство могли использовать для подготовки к возможному противостоянию с властями.
Уездная комиссия по изъятию церковных ценностей под председательством А. Н. Вицина была создана 3 марта 1922 года постановлением Шуйского уездного исполнительного комитета (уисполкома). Работу планировалось начать с бедных церквей. В богатых храмах предполагалось сначала проверить описи церковного имущества. Председатель губотдела ГПУ Д. И. Шорохов тогда был уверен, что «особых волнений среди верующих не произойдёт».
Есть сведения, что Светозаров в разгар голода одним из первых поддержал идею частичного изъятия ценностей Церкви в пользу голодающих. Однако сразу после создания комиссии он стал предпринимать меры, чтобы укрыть от неё наиболее ценные предметы. Комиссия, посетившая 6 марта Воскресенский собор для составления описи имущества, была встречена духовенством недоброжелательно.
В воскресенье, 12 марта, прошли собрания православных в Воскресенском соборе, в Крестовоздвиженской и Троицкой церквах, постановившие представителей в комиссию не избирать и церковное имущество в пользу голодающих не выдавать, а вместо этого собрать продовольствие и другие пожертвования. Уже тогда верующие предполагали, что в случае насильственного изъятия имущества они дадут решительный отпор. Ходатайство перед уисполкомом о замене изъятия ценностей соответствующим выкупом и пожертвованиями осталось без ответа.

## 13—14 марта
13 марта в Воскресенский собор на богослужение стеклась масса народа. Настроение было возбуждённое. Когда в 12 часов комиссия направилась в собор, народ встретил их враждебными окриками и восклицаниями. В ответ на просьбу Вицина освободить помещение от возбуждённой массы людей Светозаров заявил, что выгонять молящихся из храма не имеет права и повлиять на них никак не может. После требований комиссии, прозвучавших в более жёсткой форме, священник всё-таки обратился к верующим с предложением разойтись. Однако вместо них покинуть собор пришлось членам комиссии, которые подверглись ударам и толчкам. Перед этим они пригласили представителей протестующих на переговоры. Собор оставался открытым весь день, на площади перед ним продолжала нарастать толпа, несколько милиционеров были избиты. Конная милиция не сумела разогнать народ, однако ей удалось остановить некоторых верующих, которые хотели начать погромы квартир ответственных коммунистов. После ухода комиссии Светозаров отслужил молебен перед Шуйско-Смоленской иконой Богоматери. Присутствующие пережили чувство удовлетворения и восторг от своей небольшой победы над представителями власти. Инициатива в противостоянии уже давно находилась в руках верующих. Не договорившись с ними, комиссия предупредила, что изъятие ценностей может произойти в среду, 15 марта. Участвующие в переговорах верующие сообщили об этом собравшимся так, будто власти точно определились с датой 15 марта. Вечером, по данным православного историка архимандрита Дамаскина (Орловского), милиционеры сообщили верующим, что 15 марта изъятия не будет, а о приходе комиссии заранее объявлять не будут. К вечеру раздражение собравшихся людей стало возрастать, многие остались охранять Собор «от большевиков, дабы ночью те не ограбили».
В этот же день президиум уездного исполкома ввёл в городе чрезвычайное военное положение. Власть фактически сосредоточилась у начальника гарнизона и начальника милиции. Незаконные публичные собрания запрещались, а призывающие к беспорядкам лица подлежали аресту и передаче в революционный трибунал. Все возникающие судебные дела должны были рассматриваться без малейшего промедления. Начальнику гарнизона и начальнику милиции вменялось в обязанность применять решительные меры, вплоть до применения оружия. Таким образом, карательный характер событий 15 марта 1922 года был предрешён заранее.
После 12 марта стало нарастать брожение на фабриках города. Рабочие активно обсуждали скорое изъятие церковных ценностей. Токарь механического цеха завода № 6 Поляков распространял слухи, что во время визита в церковь член комиссии Волков был пьян, а Вицин вошёл в алтарь в шапке. Эти разговоры накаляли обстановку. Первые попытки прекратить работу рабочие предприняли уже 13 марта.
14 марта прошло спокойно, так как власти объявили, что изъятие в этот день проводиться не будет. Среди крестьян, приехавших в центр города на базарный день, развернули агитацию как власти, так и противники изъятия церковных ценностей.

## 15 марта
В среду, 15 марта, с утра народ начал собираться на площади перед Воскресенским собором. Вскоре туда прибыл конный отряд во главе с начальником милиции Башенковым и стал рассеивать толпу. Протестующие вооружились кольями, камнями и другими подручными средствами и стали теснить милиционеров. В защите собора участвовали даже дети, подносившие взрослым колья и камни. В городе проходила уездная конференция учителей, и в этот день школы не работали. Прозвучали погромные лозунги, и около 50 человек отправились на разгром военного комиссариата. Высланные для наведения порядка 14 красноармейцев были оттеснены. Положение становилось угрожающим. По приказу начальника шуйского гарнизона Тюленева полурота красноармейцев 146-го стрелкового полка в полной боевой готовности выдвинулась к собору. На площади несколько протестующих с кольями, прорываясь сквозь строй наступающих красноармейцев, вступили с ними в схватку. До 60 % красноармейцев были обезоружены и избиты, остальные — отступили. Из толпы по ним произвели несколько выстрелов из захваченных винтовок. Красноармейцы огонь по толпе не открыли, даже когда их избивали и стреляли им вслед.
Со стоящей близ собора 106-метровой колокольни ударили в набат, и крестьяне окрестных деревень направились в Шую. Механический цех завода № 6 полностью прекратил свою работу. Рабочие Тезинской и Шахомской мануфактуры тоже прекратили работы и направились на Соборную площадь. Попытка рабочих суконной фабрики «Новик» покинуть предприятие была пресечена руководством.
Кульминация противостояния произошла, когда к площади отправились два грузовика части особого назначения с пулемётами. Сначала из них была обстреляна колокольня, затем произведены выстрелы поверх толпы. Безоружные люди двинулись на автомобили, после чего по ним был открыт огонь. Площадь опустела, но в соборе продолжали находиться люди. В обращении властей эти события излагались следующим образом:

При проходе красноармейцев… раздаются по ним револьверные выстрелы, и толпа окружает красноармейцев со всех сторон. На первые попытки обезоружить полуроту отделенный начальник отвечает приказом стрелять. Имея перед собой много случайных лиц, любопытных, женщин и детей, красноармейцы по приказу начальника стреляют в воздух и затем пробиваются из толпы, подвергаясь насилиям и забрасыванию поленьями со стороны черносотенцев… После первых выстрелов со стороны войск толпа разбегается… На очищенной от народа площади остаются 4 трупа с огнестрельными ранами.
Иначе описывает события православный историк протоиерей Владислав Цыпин:

Милиция пыталась разогнать людей. Тогда кое у кого в толпе появились колья, которыми они дали отпор милиции. И власти прислали на площадь перед собором красноармейцев с пулеметами. Открыли огонь по толпе: по женщинам, детям и старикам, среди которых была только малая горстка крикунов и драчунов с кольями. Толпа в ужасе разбежалась, оставив на окровавленной площади сотни раненых и пять человек убитых.
К вечеру порядок был восстановлен, начались аресты. Из Воскресенского собора в уисполком верующие сдали 3,5 пуда серебра.
Светозаров во время столкновения, по результатам допроса на трибунале, «был дома, смотрел в окно, выходящее на площадь, сильно нервничал». По данным архимандрита Дамаскина (Орловского), Светозаров сначала был в соборе, а домой ушёл уже после того, как на площади расстреляли людей. Игумен Савватий (Перепёлкин) пишет: «когда его спросили, почему он не принял участия в событиях 15 марта, он ответил, что его появление могло быть истолковано как агитация». Светозаров был отправлен под стражу 17 марта.
По оценке комиссии ВЦИК, позднее присланной в Шую, в событиях всего участвовало около 3 тысяч человек. Данные уполномоченного Секретного отдела ГПУ Я. А. Штаммера, приставленного к этой комиссии, свидетельствуют, что на площади собралось около 5-6 тысяч. При этом население Шуи составляло около 23 тысячи человек. Как отмечала Наталья Кривова «Даже если чекист Я. А. Штаммер несколько преувеличивал, и за основу принять подсчеты комиссии ВЦИК, то и тогда размах выступления беспрецедентен». События в Шуе заставили губернского военного комиссара А. И. Жугина ввести военное положение в Иваново-Вознесенске (ныне Иваново).

### Пострадавшие
Данные о количестве пострадавших 15 марта варьируются довольно значительно, причём даже в документах, исходящих непосредственно от участников расследования: только в отношении убитых цифры разнятся от одного до шести человек. Историк С. Г. Петров, обобщая известные сведения о пострадавших, называет следующие цифры наиболее достоверными: из верующих убито 4 человека, ранено и избито — 10; из красноармейцев двое тяжело избиты, легко — 24. Однако многие легко раненые верующие, обращавшиеся за медицинской помощью, не учитывались. В фонде П. Г. Смидовича, принимавшего участие в расследовании, имеется следующий список пострадавших:
| №                                                                                   | Фамилия Имя Отчество              | Возраст  | Социальное положение                                                                       | Примечание                       |
| ----------------------------------------------------------------------------------- | --------------------------------- | -------- | ------------------------------------------------------------------------------------------ | -------------------------------- |
|                                                                                     | Раненые и ушибл[енные] из граждан |          |                                                                                            |                                  |
| 1                                                                                   | Сажин Николай Михайл[ович]        | 22       | Имеет дамск[ую] швейн[ую] мастерскую                                                       |                                  |
| 2                                                                                   | Сабуров Алексей Николаев[ич]      | 48       | портновск[ая] мастерск[ая]                                                                 |                                  |
| 3                                                                                   | Грачов Василий Лавров[ич]         | 42       | с[оциал]/д[емократ] крестьянин                                                             |                                  |
| 4                                                                                   | Шепелева Праск[овья] Петров[на]   | 33       | Служит [в] 1-й сов[етской] школе II ступени                                                |                                  |
| 5                                                                                   | Горева Анна Виктор[овна]          | 25       | прачка детск[ой] больн[ицы]                                                                |                                  |
| 6                                                                                   | Малышев Макар                     | 66       | Крестьянин                                                                                 |                                  |
| 7                                                                                   | Миллионова Лидия                  | 25       | рабочая ф[абри]ки                                                                          |                                  |
| 8                                                                                   | Чунаев Федор                      | 52       | с[оциал]/д[емократ] сторож при шубном заводе                                               |                                  |
| 9                                                                                   | Мозжухин Василий                  | 45       | крестьянин ранее был извозчиком                                                            |                                  |
| 10                                                                                  | Наумов Николай                    | 11 л[ет] |                                                                                            |                                  |
|                                                                                     | Убитые из граждан                 |          |                                                                                            |                                  |
| 1                                                                                   | Калашников Авксентий              | 30       | крестьянин[,] отбывал наказание в исправдоме за кражу, последнее время занимался торговлей |                                  |
| 2                                                                                   | Мефодьев Сергей Иванов[ич]        | 36       | с[оциал]/д[емократ,] печник                                                                |                                  |
| 3                                                                                   | Малков Николай                    | 21       | с[оциал]/д[емократ,] конторщик при шубном заводе                                           |                                  |
| 4                                                                                   | Неизвестная женщина               |          |                                                                                            |                                  |
|                                                                                     | Раненые из красноармейцев         |          |                                                                                            |                                  |
| 1                                                                                   | Алябьев Алексей Тихонович         | 20       | 146 п[олк,] 1 б[атальон,] 2 рота                                                           | Нанесены сильныя ушибы от побоев |
| 2                                                                                   | Сорокин Иван Андреевич            |          | тоже                                                                                       | Тоже                             |
| Ле[г]ко побитых кр[асноармейце]в и [коман]диров 24 челов[ека]                       |                                   |          |                                                                                            |                                  |
| Сведения собирали: Начальник стр[оевого] отд[еления] /…/ Начмилиции 1-го района /…/ |                                   |          |                                                                                            |                                  |

С. Г. Петров считает, что список был использован при составлении обращения властей «О событиях в городе Шуе в связи с изъятием церковных ценностей», опубликованного затем в газетах. В нём сообщалось о четырёх избитых красноармейцах (один из них был не в состоянии самостоятельно передвигаться), в отношении верующих, как и в списке, говорилось о десяти раненых и избитых, а также о четырёх убитых с указанием их имён, возраста и рода занятий. Раненые и убитые имели огнестрельные ранения. Дамаскин (Орловский) называет имя неопознанной женщины: «девица Анастасия». Её фамилия — Шилова — была установлена только в 2007 году.

## Расследование и реакция руководства страны
16 марта, в 3 часа ночи, президиум уисполкома расформировал созданную ранее «ревпятёрку», которой были приданы исключительные права по подавлению беспорядков, и организовал чрезвычайную следственную комиссию. Днём планировалось провести совещание директоров предприятий, представителей уездного профсоюзного бюро и Союза текстильщиков для выяснения причин прекращения работ на предприятиях 15 марта. Во всех школах должны были пройти беседы о прошедших событиях и о декрете ВЦИК об изъятии ценностей. Президиум уисполкома возложил юридическую ответственность за выполнение декрета ВЦИК на священнослужителей и старост храмов. Уездной комиссии по изъятию церковных ценностей было поручено в срочном порядке приступить к учёту и проверке имущества в церквах. 16 марта бюро Иваново-Вознесенского губернского комитета РКП(б) провело экстренное заседание. Бюро постановило создать комиссию для расследования беспорядков в следующем составе: председатель — член ВЦИК И. П. Фирсов (или Фирстов), сотрудник ГПУ И. П. Царькова, председатель губернского революционного трибунала С. Ф. Павлов, губернский военный комиссар А. И. Жугин.
Весть о трагических событиях в Шуе распространилась по всей губернии. Иерей Иоанн Рождественский в Палехе в виде проповеди огласил воззвание патриарха Тихона, призывавшего не отдавать добровольно церковные ценности. Столкновения верующих с властями произошли в Лежневе и Тейкове. В нескольких городах и сёлах прошли митинги и собрания.
18 марта в первой половине дня ЦК РКП(б) получил сообщения о волнениях в Калуге и Шуе. О Шуе сообщала телеграмма секретаря Иваново-Вознесенского губкома И. И. Короткова:

17/3-22 года. Губком сообщает, что в Шуе 15 Марта в связи с изъятием церковных ценностей под влиянием попов монархистов и с.р. возбужденной толпой было произведено нападение на милицию и взвод красноармейцев. Часть красноармейцев была разоружена демонстрацией. Из пулеметов и винтовок частями ЧОН и красноармейцами 146 полка толпа была разогнана, в результате 5 убитых и 15 раненых зарегистрировано больницей. Из них убит Помотделения Красных Кавалеров красноармеец. В 11 с половиной часов 15 Марта на этой же почве встали 2 фабрики. К вечеру в городе установлен порядок. 16-го утром, как обычно, рабочие фабрик приступили к работе. Настроение обывателей и части рабочих подавленное, но не возбужденное. Губисполком выделил специальную Комиссию для расследования событий. Подробности письмом.
Если события в Калуге особой опасности не представляли, то серьёзность шуйских волнений потребовала от Политбюро ЦК РКП(б) немедленных и конкретных решений. В этот же день Политбюро приняло постановление, направившее в Шую для расследования событий специальную следственную комиссию ВЦИК в составе члена Президиума ВЦИК П. Г. Смидовича, командующего войсками Московского военного округа Н. И. Муралова и председателя ЦК Союза текстильщиков, члена президиума ВЦИК И. И. Кутузова. В. М. Молотов уже 19 марта поддерживал связь с Коротковым, запрашивая сведения о положении в губернии.
18 марта на пленуме шуйского уисполкома в одном из докладов волнения были названы «заранее подготовленным выступлением», в котором принимали участие «не только лица фанатически настроенные, но и сознательные контрреволюционеры». Действия властей признавались правильными и «сравнительно с дерзкими поступками толпы были довольно гуманны». Взятый курс на жёсткие репрессивные меры разделяли не все. Например, заведующий земельным отделом Лосев призвал «изыскать мирные пути, считаясь с психологией верующих». В сообщении председателя губисполкома Чернова говорилось о «погромных элементах», возглавивших движение.
19 марта серьёзно болевший В. И. Ленин обратился с письмом (телефонограммой) Молотову для членов Политбюро ЦК РКП(б). В нём Ленин квалифицировал события в Шуе как лишь одно из проявлений общего плана сопротивления советской власти со стороны «черносотенного духовенства» во главе с патриархом Тихоном и предложил развернуть масштабные репрессии против Церкви, воспользовавшись удобной ситуацией: «надо именно теперь проучить эту публику так, чтобы на несколько десятков лет ни о каком сопротивлении они не смели и думать». Причём сделать это нужно было до Генуэзской международной конференции, на которую большевики возлагали большие надежды, желая получить дипломатическое признание, экономическую и финансовую помощь от стран Запада. Изъятие ценностей «должно быть проведено с беспощадной решительностью, безусловно ни пред чем не останавливаясь и в самый кратчайший срок». В письме предложено применить жёсткие меры против шуйских мятежников:

В Шую послать одного из самых энергичных, толковых и распорядительных членов ВЦИК или других представителей центральной власти (лучше одного, чем нескольких), причём дать ему словесную инструкцию через одного из членов Политбюро. Эта инструкция должна сводиться к тому, чтобы он в Шуе арестовал как можно больше, не меньше, чем несколько десятков, представителей местной буржуазии по подозрению в прямом или косвенном участии в деле насильственного сопротивления декрету ВЦИК об изъятии церковных ценностей. Тотчас по окончании этой работы он должен приехать в Москву и лично сделать доклад на полном собрании Политбюро или перед двумя уполномоченными на это членами Политбюро. На основании этого доклада Политбюро даст детальную директиву судебным властям, тоже устную, чтобы процесс против шуйских мятежников, сопротивляющихся помощи голодающим, был проведён с максимальной быстротой и закончился не иначе, как расстрелом очень большого числа самых влиятельных и опасных черносотенцев г. Шуи, а по возможности также и не только этого города, а и Москвы и нескольких других духовных центров.
Неизвестно, когда члены Политбюро ознакомились с письмом. Возможно, это произошло на заседании 20 марта, но в протоколах заседаний на него нет указаний. Высказываются сомнения в подлинности письма. Источниковед Н. Н. Покровский приводит факт наличия современной письму копии, заверенной подписью тогдашнего заместителя заведующего Шифрбюро ЦК РКП(б) С. Чечулина; наличием на подлиннике автографа Молотова с замечаниями на текст документа; наличием делопроизводственной пометы о рассмотрении письма на заседании Политбюро (протокол № 114, пункт 5, от 20 марта 1922 года), а также наличием подлинной листовки «Куда идёт церковное золото», распространявшаяся в Москве в конце марта 1922 года и выявленной историками в документах ГПУ лишь сейчас. Эта листовка приводит сверхсекретный аргумент Ленина, содержащийся только в его упомянутом выше письме: церковное золото нужно в первую очередь для укрепления позиций советской власти на Генуэзской конференции в поддержку его подлинности.
По мнению Ильина, главной причиной пристального внимания Ленина к Шуйскому делу было не столько желание использовать его как повод к репрессиям в отношении РПЦ, сколько возможность конфликтом с РПЦ отвлечь своих однопартийцев от недовольства нэпом. Доктор исторических наук, профессор Шуйского филиала Ивановского государственного университета Юрий Иванов отмечал, что «Сама власть придала шуйским событиям символический характер: без ленинского письма они так бы и остались рядовым примером сопротивления (в основном пассивного) наступлению на права верующих, а если шире, то на Церковь».
20 марта состоялось заседание Политбюро, на котором было утверждено принятое ещё 18 марта постановление. На заседании также были рассмотрены проект директивы Л. Д. Троцкого по организации изъятия церковных ценностей и, вероятно, письмо Ленина. После этого ГПУ направило в Политбюро предложение арестовать Синод и патриарха Тихона, что шло вразрез с письмом Ленина. На заседании 22 марта было принято предложение Троцкого, отсрочивавшее арест Синода и Тихона на 10-15 дней. Троцкий требовал «виновных Шуйских попов и мирян» отправить под трибунал в недельный срок, а «коноводов» — расстрелять.
21 марта, уже после того, как Политбюро приняло меры, ЦК получило дополнительную телеграмму Короткова, в которой он сообщил, что убитых среди красноармейцев нет, хотя один боец находится в тяжёлом состоянии.
Комиссия ВЦИК выехала на место и уже 23 марта сделала заключение, в котором расценивала действия уездной комиссии по изъятию церковных ценностей как правильные, а действия местных властей «в общем правильные, но не достаточно энергичные и планомерные, как в деле подготовки работы по изъятию ценностей, так и по охране общественного порядка». Комиссии по изъятию было рекомендовано продолжить свою работу. Дело о событиях в городе было направлено для дальнейшего расследования в Верховный революционный трибунал при ВЦИК. В это время уже проводились аресты, и к 23 марта было арестовано 26 участников волнений.
По мнению следствия, руководящую роль в выступлении сыграли лавочник В. И. Похлёбкин, заведующий мастерской при Шуйской мануфактуре Пётр Иванович Языков, бывший городовой О. И. Дружков и Н. М. Сажин (без определённых занятий). Как одних из наиболее активных участников выступления выделили также колбасника Гуреева, крестьянина Шаронова (или Шарнова), стекольщика Сизова, гражданок Суханову и Шахову, учителей Рябцова и Борисова. В материалах следствия имеется указание только на одного черносотенца, попавшего в Чёрную сотню случайно. Муралов назвал яркими фигурами Светозарова, Похлёбкина и Языкова. Они были членами приходского совета Воскресенского собора. Следствие обнаружило довольно широкий социальный состав протестующих. Роль рабочих в выступлении власти пытались умалить, хотя те приняли в нём активное участие. Это подтверждается, например, тем фактом, что прошедшая вскоре профсоюзная конференция приняла резолюцию, осуждавшую участие рабочих в конфликте. Распространялся властями слух о преобладании среди протестующих фанатично настроенных женщин-верующих. Но другие заявления властей этому противоречили.
Среди протестующих было немало бывших членов РКП(б), в том числе уже упомянутые Языков и Сажин. Языков на площади говорил людям: «Советская власть — власть мерзавцев, надо бить в набат». Приехавшая в Шую на конференцию учителей О. Е. Столбунова, член РКП(б) с 1918 по 1920 годы, во время конфликта присоединилась к группе женщин, собравшихся у входа в собор, чтобы внести в их среду организованность и предотвратить насилие. Бывшая большевичка вела агитацию против изъятия ценностей и против властей, руководствуясь, как было установлено следствием, не религиозными побуждениями. Столбунова использовала беспорядки лишь как повод для выступления против властей. Следствию она рассказала, что многие рабочие и крестьяне не являются сторонниками советской власти, а не выступают против неё, потому что остальные партии «придавлены».
Члены комиссии ВЦИК и сами подследственные сошлись в том, что действия людей в целом имели массовый и стихийный характер, несмотря на отдельные показания свидетелей, говоривших об «очевидной организованности толпы». Не увидел в действиях протестующих руководящего начала какой-либо определённой организации и чекист Я. А. Штаммер. В письме Л. Д. Троцкому командующий войсками Московского военного округа Муралов в качестве причин волнений называл плохую информированность рабочих о смысле декрета ВЦИК об изъятии, отсутствие митингов, ошибки военного ведомства. О слабой пропагандистской работе докладывал в следственное отделение ГПУ Штаммер.
23 марта, выполняя директивы центральной власти, Муралов провёл показательное изъятие ценностей из Воскресенского собора с участием представителей верующих и уездной комиссии по изъятию. Соборная площадь была оцеплена войсками, а прилегающие улицы перекрыты. По свидетельству Муралова, красноармейцы не только чувствовали жажду мести, но и выражали словесно желание «пострелять в попов и спекулянтов». Находящихся в соборе красноармейцев Муралов приказал сменять каждые полчаса, дабы «дать наглядный урок всем солдатам превосходства нашей силы перед силой попов и богов…». 10 пудов серебра из собора было сдано в уездный финансовый отдел, а самые ценные предметы отправили в Гохран.
К концу месяца агитация приобрела сильный эмоциональный накал, а угрозы по адресу священноначалия Русской Церкви вышли на первые страницы газет. Принципиально важным событием этих дней стала публикация в центральной прессе правительственного сообщения «О событиях в городе Шуе в связи с изъятием церковных ценностей», которое также было составлено Л. Д. Троцким и 27 марта утверждено Политбюро ЦК РКП(б). В нём сообщалось:

…правительству чужда мысль о каких бы то ни было преследованиях против верующих и против церкви, поскольку она не становится организацией контрреволюционной борьбы против рабоче-крестьянского государства… Подавляющая масса низшего духовенства признала и признает этот декрет безусловно правильным и справедливым. Только клика князей церкви, привыкшая к роскоши, золоту, шелкам и драгоценным камням, не хочет отдавать эти сокровища на дело спасения миллионов погибающих.
Было обещано, что на духовенство «опустится железная рука Советской власти».
31 марта 1922 года Патриарх Тихон написал в ГПУ письменное объяснение, в котором отверг обвинения советской прессы, утверждавшей, будто его послание стало призывом или поводом к возмущению со стороны верующих при изъятии ценностей в г. Шуя. «Послание наше, — отмечал Патриарх, — едва ли и дошло до гор[ода] Шуи, да и если бы дошло, то само оно никак не могло быть поводом к какому-либо возмущению». Это утверждение основывалось на простом факте: в послании содержался отчётливый призыв не к возмущению, а к добровольным пожертвованиям церковных принадлежностей в пользу голодающих. Вместе с тем Патриарх Тихон напомнил чекистам о советском законодательстве и церковных канонах: «Так как Советское Правительство, признавшее церковное имущество народным достоянием, передало это имущество группам верующих в соответственное религиозное пользование, то от этих групп и приходских советов (а не от нас) зависит пожертвование части этого имущества на нужды голодающих. Мы же со своей стороны, ввиду крайней тяжести постигшего нашу родину бедствия, считаем долгом ещё раз пригласить верующих к самым щедрым пожертвованиям на святое дело помощи и церковными ценностями, исключая священных сосудов (предметов, употребляемых в таинстве Св. Причащения), которые по канонам не могут иметь употребления „не священного“; о последних можно входить в соглашение с представителями власти о замене их соответственными материальными ценностями». В отношении же противодействия изъятию со стороны приходов, патриарх обратился с просьбой, адресованной в письме представителям власти, — не допускать при изъятии ценностей насильственных действий.

## Процесс по Шуйскому делу
С 21 по 25 апреля 1922 года в Иваново-Вознесенске проходило судебное заседание выездной сессии Верховного революционного трибунала при ВЦИК по Шуйскому делу. Судебному процессу власти придавали большое пропагандистское значение, поэтому он был предан широкой огласке с привлечением прессы и рабочих делегаций. Посещение суда было свободным, и желающих оказалось так много, что заседание, начавшееся в бывшей женской гимназии, пришлось вскоре перенести в зал Советского драматического театра, расположенного на соседней улице.
Председательствовал бывший священник, ставший после революции 1917 года активным борцом с религией и одним из идеологов изъятия церковных ценностей, М. В. Галкин в присутствии членов трибунала Немцова и Павлова. Сторону обвинения представлял председатель московского Совета народных судей И. А. Смирнов, сторону защиты — И. И. Власов, А. А. Анагорский, А. Ф. Иванов и В. А. Новиков. На скамье подсудимых оказались 24 человека, в том числе четверо священников: Светозаров, настоятель шуйского Крестовоздвиженского храма Смельчаков, настоятель шуйского Троицкого храма Лавров, настоятель палехского Крестовоздвиженского храма Рождественский.
Подсудимым ставились в вину «деяния контр-революционного характера». По мнению обвинения, к беспорядкам людей подтолкнули священники, которые решили помешать кампании по изъятию церковных ценностей. Обвинение стремилось доказать причастность патриарха Тихона к шуйским событиям. Именно за чтение патриаршего воззвания перед судом предстал Рождественский. Но председатель губернского отдела ГПУ Шорохов указывал на непричастность Рождественского к волнениям в Шуе. Чекисты также установили, что шуйские священники, в свою очередь, не причастны к попаданию патриаршего воззвания в Палех. Однако эти сведения, как и ходатайство сельского схода Палеха за своего настоятеля, не были приняты во внимание. Особое внимание трибунал уделил выяснению классовой принадлежности обвиняемых. Профессор РАНХиГС и бывший референт президента России Н. А. Кривова полагает, что юридических оснований для вынесения смертных приговоров никому из участников событий не было. Однако обвинение потребовало расстрела Светозарова, Языкова, Похлебкина и Сизова.

### Приговор
В итоге суд, по видимому, придерживаясь указаний Ленина, возложил основную ответственность за беспорядки на священников и вместо Похлёбкина и Сизова было решено расстрелять Рождественского. На пятый день процесса Немцов огласил приговор. К смертной казни были приговорены трое (хотя в письме Ленина говорилось о том, что процесс должен закончиться очень большим числом расстрелов): Светозаров, Рождественский и Языков, к различным срокам заключения (от одного до трёх лет) — 16 человек. Все преступления расценивались как «деяния конт-революционного характера». Сразу после оглашения приговора верующие послали ходатайство во ВЦИК о помиловании осуждённых. Во время следствия и заседаний трибунала никто из участников волнений не показывал и не ссылался ни на Светозарова, ни на других священников.
27 апреля иваново-вознесенская газета «Рабочий край» сообщила:

Во вторник 25 апреля после 6-часового совещания Верховный Революционный Трибунал объявляет приговор с подробной классификацией преступления каждого из обвиняемых.

Обвиняемые Сухов, Дружков, Суханова и Шахова признаются невиновными.

Обвиняемые Коковкин, священник Смельчаков и Лавров приговорены условно к двум годам тюремного заключения.

Обвиняемый Парамонов приговорён к 1 году тюремного заключения.

Обвиняемые Шарнов и Гуреев приговорены к 2 годам тюремного заключения.

Обвиняемые Корзенев, Трусов, Афанасьев, Медведев, Бугров и Горшков к 3 годам тюремного заключения.

Обвиняемые Борисов, Крюков и Столбунова приговорены к 5 годам тюремного заключения.

И обвиняемые священники Светозаров и Рождественский и граждане Языков и Похлёбкин приговорены к высшей мере наказания — расстрелу, причём в отношении гражданина Похлёбкина, вследствие его чистосердечного раскаяния, расстрел заменён 5 годами тюремного заключения.

Приведение в исполнение приговора поручено Иваново-Вознесенскому революционному трибуналу.

Дамаскин (Орловский) пишет, что священники Смельчаков и Лавров впоследствии признали правоту советской власти и заявили, что им неизвестны каноны, рассматривающие изъятие как святотатство, за что были освобождены.
На следующий день после оглашения приговора М. И. Калинин, являвшийся сторонником участия Церкви в помощи голодающим, в телеграмме от лица президиума ВЦИК выступил с предложением к сессии трибунала приостановить исполнение казни. Хотя ВЦИК обладал правом помилования, случай был исключительный. Получив телеграмму, Галкин решил ждать решения Политбюро. И. В. Сталин поставил предложение Калинина на внеочередное голосование Политбюро 2 мая. В записке Сталина о голосовании в первоначальной фразе «Президиум предлагает отменить решение Ревтрибунала…» слово «Президиум» зачёркнуто и дописано «т. Калинин», как будто бы предложение исходило только от самого Калинина, а не от всего ВЦИК. Калинин был кандидатом в члены Политбюро, и его голос не учитывался, хотя в других случаях голос предлагавшего то или иное решение учитывался. В результате голосования 2 мая Ленин, Троцкий, Сталин и Молотов проголосовали за приговор трибунала, А. И. Рыков, М. П. Томский, Л. Б. Каменев — за отмену приговора. Таким образом, четырьмя голосами против трёх смертный приговор был оставлен. Политбюро ещё раз утвердило это решение на заседании 4 мая. ВЦИК, мнение которого не учли, был вынужден согласиться с решением Политбюро. Действия ВЦИК обсуждались на совещании президиума ГПУ, который постановил:

Обратить внимание Ц. К. РКП на проявленную мягкость Президиума ВЦИК в отношении осужденных попов, противоречущей в этом отношении линии и дерективам Ц. К. РКП
Приговор поспешили привести в исполнение. Протоиерей Павел Светозаров, иерей Иоанн Рождественский и Пётр Иванович Языков были расстреляны 10 мая в 2 часа ночи на окраине Иваново-Вознесенска, около Дмитриевской тюрьмы, где они находились последние дни. Расстрелянных, по одним данным, закопали на месте казни, по другим — на пустыре за 1-й городской больницей Иваново-Вознесенска.

## Последствия
Шуйское дело имело важные политические последствия. Позиции противников жёстких репрессий в отношении Церкви, особенно Калинина, в верхах советской власти ослабли. Большевики использовали голод и шуйские события как повод для усиленного наступления на Церковь при помощи кампании по изъятию церковных ценностей. При этом Ленин, выдвинув в этом деле на первый план однопартийцев, в глазах верующих сохранил репутацию выдержанного политика.
Столкновения в Шуе и деятельность Муралова в этом городе коренным образом повлияли на ход всей кампании по изъятию. Муралов рекомендовал всем комиссиям по изъятию работать «тактично, проводя подготовительную агитацию», но при этом «решительно, беспощадно изымать максимальное количество ценностей». С этого момента мирный период кампании был закончен, власти на всех уровнях стали привлекать к изъятию армию и части особого назначения. Любые сопротивления изъятию жёстко подавлялись. Для руководства кампанией Ленин выдвинул Троцкого. Усилился контроль над комиссиями по изъятию со стороны партии, ГПУ и армии.
Свои выводы сделали уездные власти. Репрессии в Шуйском уезде были усилены (создание чрезвычайных следственных комиссий для розыска и ареста активных участников событий), не без помощи чекистов из Иваново-Вознесенска. Началась всеохватывающая пропагандистская работа, призванная донести до населения заявленные цели кампании по изъятию и заодно разъяснить позицию власти по Шуйскому делу.
За разбирательством по Шуйскому делу последовала целая серия громких процессов над духовенством. Расстрел в Шуе вспомнили на процессе 54-х, где в качестве свидетеля выступал патриарх Тихон. Председатель трибунала Михаил Бек спрашивал Патриарха, «Считаете ли вы, что ваше воззвание содержало в себе места, которые должны были волновать верующих и вызвать их на столкновение с представителями советской власти? Не считаете ли вы, что та кровь, которая пролилась в Шуе и в других местах и которая может ещё пролиться, будет лежать и на вас?» На эти вопросы патриарх отвечал отрицательно.
Помимо этого ленинские идеи вместе с предложениями сотрудников ГПУ И. С. Уншлихта и Т. П. Самсонова были учтены Л. Д. Троцким при определении круга первостепенных задач религиозной политики государства. До конца марта 1922 года он разработал стратегический план борьбы с Церковью, предусматривающий вместе с расправой над неугодными священнослужителями организацию церковного раскола, выборы более лояльной советской власти иерархии на поместном соборе и последующее разложение ослабленного в результате «обновления» церковного общества. Уже в мае того же года группа «прогрессивного духовенства» под названием «Живая церковь» при активном содействии советской власти положила начало обновленческому расколу в Русской православной церкви.

## Память
Воскресенский собор, свидетель и немой участник событий 1922 года, где после закрытия в 1939 году находился склад стройматериалов, был возвращен Русской Православной Церкви в 1991 году. В 1993 году собор посетил Патриарх Алексий II и в своём слове после молебна сказал о значении шуйских событий и этого места для истории русского Православия XX века. Патриарх передал в дар собору икону Шуйской-Смоленской Божией Матери (малую копию XIX века). Сразу после публикации в начале 1990-х годов прежде секретных партийных документов 1922 года, которые дали новое прочтение «шуйского дела», началось почитание шуйских новомучеников на Ивановской земле.
В августе 2000 года решением архиерейского собора Русской православной церкви протоиерей Павел Светозаров и иерей Иоанн Рождественский причислены Русской православной церковью к лику священномучеников; миряне Пётр Языков и погибшие у стен собора Николай Малков, Авксентий Калашников, Сергий Мефодиев, девица Анастасия причислены к лику мучеников. Они вошли в Собор новомучеников и исповедников Российских (с 2013 года — Собор новомучеников и исповедников Церкви Русской). 23 октября 2002 года была вскрыта могила и обретены мощи мученика Авксентия Калашникова. 23 января 2003 года рака с мощами Авксентия была установлена в церкви Петра и Павла на улице Михаила Заботина в городе Шуя. В 2005 году в мастерских Троице-Сергиевой лавры была написана икона «Собор новомучеников шуйских». Икона установлена в Воскресенском соборе города Шуи. Канонизация шуйских новомучеников в августе 2000 года привела к активизации работы исследователей и краеведов по уточнению их биографий и истории места действия возмущения верующих в 1922 году — шуйского Воскресенского собора.
10 мая ежегодно в Шуе празднуется память святых Шуйских новомучеников: священномучеников Павла и Иоанна, мучеников Петра, Авксентия, Николая, Сергия и Анастасии.. В этот день в Шуе совершается архиерейское богослужение в Воскресенском соборе, крестный ход и молебен.
В августе 2006 года, правительство Ивановской области приняло постановление «О создании памятника в честь священнослужителей и верующих, погибших в период преследования Церкви в 1922 году». Перед колокольней Воскресенского собора в 2007 году был установлен памятник пострадавшим защитникам собора работы скульптора Александра Рукавишникова. На памятнике высечено: «Новомученикам российским — благодарные потомки». Торжественное открытие памятника состоялось 17 октября 2007 года. В 2007 году снят документальный фильм «Шуйское дело». Показ картины состоялся 25 января 2008 года в актовом зале шуйского музея имени Фрунзе.
Примерно за полгода до 100-летия «шуйского дела» обсуждался вопрос проведения епархиальных мероприятий, посвященных событиям 1922 года, и среди них — создание музейной выставки. Первоначально выставку планировалось разместить в одном из внутренних помещений Воскресенского собора, но проводимая на тот момент реставрация не давала для этого соответствующих условий. Было предложено устроить совместную выставку на площадке шуйского литературно-краеведческого музея К. Бальмонта, тем более, что с персоналом музея сложились дружественные отношения. Для размещения выставки один из освободившихся залов музея. Обсуждение концепции и исполнения выставки проводилось коллегиально, вместе с представителей Шуйской епархии, городской администрации и работников музея. Для пополнения экспозиции были привлечены силы церковных музеев, которых в епархии три (все они небольшие, существующие на энтузиазме создателей). Свои экспонаты и витрины предоставил сам краеведческий музей. В целом получился бюджетный вариант с довольно разнообразным, содержательным наполнением. 13 марта 1922 года после проведения соборного богослужения в Воскресенском соборе состоялась презентация выставки «1922 год: Шуя на изломе времени», на которой присутствовал специально приехавший в Шую митрополит Коломенский и Крутицкий Павел (Пономарёв). Также в 2022 году группой Романа Юнемана был запущен сайт и снят фильм «Расстрелянные лично Лениным | Шуйское дело», рассказывающий о событиях 1922 года.
13 декабря 2022 года на доме расстрелянного протоиерея Павла Светозарова в городе Шуя была установлена мемориальная доска, которую освятил епископ Шуйский и Тейковский Матфей (Самкнулов).